# وزارة كمال الدين حسين
وزارة كمال الدين حسين (المجلس التنفيذي للإقليم المصري) أو وزارة جمال عبد الناصر السادسة (الوزارة المركزية) هي الوزارة التاسعة والسبعون في تاريخ مصر وتشكلت في 20 سبتمبر 1960. وهو ثالث تشكيل وزاري بعد الوحدة العربية بين مصر وسوريا. تشكلت هذه الوزارة كمجلس تنفيذي للإقليم المصري على أن يرأس عبد الحميد السراج المجلس التنفيذي للإقليم السوري، ويخضع المجلسان للوزارة المركزية برئاسة جمال عبد الناصر.:49

## أعضاء الحكومة
| الوزارة                                               | الوزير                   |
| ----------------------------------------------------- | ------------------------ |
| رئيس مجلس الوزراء رئيس المجلس التنفيذي للإقليم المصري | كمال الدين حسين          |
| العدل                                                 | أحمد حسني                |
| الشئون البلدية والقروية                               | محمد أبو نصير            |
| المواصلات                                             | مصطفى خليل               |
| الاقتصاد                                              | حسن عباس زكي             |
| الصناعة                                               | عزيز صدقي                |
| الثقافة والإرشاد القومي                               | ثروت عكاشة               |
| الداخلية                                              | عباس رضوان               |
| الصحة العمومية                                        | محمد محمود نصار          |
| الأشغال العمومية                                      | موسى عرفة                |
| التربية والتعليم                                      | أحمد نجيب هاشم           |
| الثقافة والإرشاد القومي                               | صلاح الدين البيطار       |
| الزراعة                                               | أحمد محمد المحروقي       |
| الإصلاح الزراعي                                       | حسن أحمد البغدادي        |
| الخزانة                                               | حسن صلاح الدين           |
| التموين                                               | كمال رمزي إستينو         |
| الشئون الاجتماعية والعمل                              | محمد توفيق عبد الفتاح    |
| الشئون الحربية                                        | الفريق محمد إبراهيم سليم |

| الوزارة                                 | الوزير              |
| --------------------------------------- | ------------------- |
| رئيس مجلس الوزراء رئيس الوزارة المركزية | جمال عبد الناصر     |
| التخطيط                                 | نور الدين كحالة     |
| الحربية                                 | عبد الحكيم عامر     |
| العدل                                   | فاخر الكيالي        |
| الداخلية                                | زكريا محيي الدين    |
| الشئون الاجتماعية والعمل                | حسين الشافعي        |
| التربية والتعليم                        | كمال الدين حسين     |
| الأوقاف                                 | أحمد عبد الله طعيمة |
| الخارجية                                | محمود فوزي          |
| الثقافة والإرشاد القومي                 | ثابت العريش         |
| الأشغال العمومية                        | أحمد عبده الشرباصي  |
| الاقتصاد ووزير منتدب للخزانة            | عبد المنعم القيسوني |
| التموين                                 | كمال رمزي إستينو    |
| الصناعة                                 | عزيز صدقي           |
| الزراعة والإصلاح الزراعي                | سيد مرعي            |
| شئون رئاسة الجمهورية                    | علي صبري            |
| الشئون البلدية والقروية                 | طعمة العودة الله    |
| المواصلات                               | محمد العالم         |
| الدولة                                  | كمال الدين رفعت     |
| الصحة                                   | نور الدين طراف      |